# Dima dalmatina
Dima dalmatina (лат.) — вид жуков-щелкунов (Elateridae) из подсемейства Dendrometrinae.

## Распространение
Встречается в Южной Европе: Босния и Герцеговина, Хорватия и Черногория.

## Описание
Взрослый жук имеет длину от 11,5 до 13,5 мм и ширину около 5 мм. Отличаются вытянутым телом и сравнительно длинными усиками, блестящей переднеспинкой. Сходен с видом Dima marvani  Mertlik & Dusanek, 2006.